# I Really Don't Want to Know
«I Really Don't Want to Know» es una canción popular escrita por Don Robertson (música) y Howard Barnes (letra). La canción fue publicada en 1953 y desde entonces ha sido versionada por multitud de artistas, convirtiéndose en un estándar de la música country.

## Versión de Elvis Presley
Elvis Presley grabó una versión del tema en el RCA Studio B de Nashville durante las sesiones de grabación de junio de 1970, que fue lanzada como sencillo en 1971 e incluida en su álbum Elvis Country (I'm 10,000 Years Old). El álbum fue certificado como disco de oro en 1977. «I Really Don't Want to Know» fue publicada como primer sencillo del álbum, acompañado en su cara B por «There Goes My Everything». Fue publicado el 8 de diciembre de 1970 y llegó al puesto 21 de la lista Billboard Hot 100, así como al segundo puesto en la lista Adult Contemporary y al 23 en las listas country.

## Posicionamiento en listas
| Lista (1970)                        | Puesto |
| ----------------------------------- | ------ |
| Estados Unidos (Billboard Hot 100)  | 21     |
| Estados Unidos (Hot Country Songs)  | 23     |
| Estados Unidos (Adult Contemporary) | 2      |
| Canadá (RPM Top Singles)            | 9      |
| Canadá (RPM Adult Contemporary)     | 7      |

## Versiones exitosas
La versión más conocida de la canción fue grabada por Les Paul y Mary Ford en 1953, una de las 100 mejores canciones de 1954, alcanzando el puesto número 11 en las listas de éxitos de Estados Unidos.
Ronnie Dove grabó la canción para el sello discográfico Diamond Records en el verano de 1966. Alcanzó el puesto número 22 en el Billboard Hot 100 y el número 12 en la lista Billboard Easy Listening.

## Otras versiones
- Tommy Edwards publicó una versión del tema que ascendió hasta el número 18 de la lista de éxitos Billboard Hot 100 en 1960.[6]
- Eddy Arnold publicó una versión en 1954 que encabezó la lista de éxitos Country de Estados Unidos.[7] Fue posteriormente incluida en su álbum You Gotta Have Love (1960).[8]
- Johnny Burnette incluyó una versión en su álbum de 1960, Dreamin
- Solomon Burke publicó una versión como sencillo en 1962.[9]
- Andy Williams grabó la canción para su álbum de 1963, Days of Wine and Roses and Other TV Requests.
- Connie Francis grabó una versión para su álbum de 1962, Country Music – Connie Style.[10]
- Kay Starr incluyó la canción el su álbum de 1962 Just Plain Country.[11]
- Al Martino grabó una versión para su álbum de 1963 Love You Because.[12]
- Esther Phillips grabó una versión para su álbum de 1963 Release Me.[13]
- La actriz y cantante Rosemary Clooney incluyó una versión del tema en su álbum de éxitos country de 1963, Rosemary Clooney Sings Country Hits from the Heart.
- La cantante estadounidense de origen sefardí, Eydie Gormé, incluyó una versión en su álbum de 1964, Gormé Country Style.[14]
- Gene Pitney grabó la canción en 1965 para su álbum, George Jones and Gene Pitney: For the First Time! Two Great Singers.
- Perry Como la incluyó en su álbum The Scene Changes en 1965.
- Vic Damone la versionó para su álbum Country Love Songs  de 1965.[15]
- Brook Benton la incluyó en su álbum de 1966 My Country .[16]
- La cantante country Loretta Lynn hizo una versión para su álbum de 1967, Don't Come Home a Drinkin' (With Lovin' on Your Mind).
- El cantante taiwanés Chen Fen Lan, incluyó una versión en su álbum de 1970, Golden Record.
- Gene Clark grabó una versión para su álbum de 1973, Roadmaster.
- El cantante tejano Johnny Rodriguez, grabó en 1973 una versión del tema con letra en español.[17]
- Dolly Parton grabó una versión del tema a dúo con Willie Nelson que incluyó en su álbum de 1983, Burlap & Satin.
- La banda de country alternativo Jason & the Scorchers grabaron una versión del tema en 1985 para su álbumLost and Found.
- En 2004, el actor John Travolta interpretó la canción en la película A Love Song for Bobby Long.
- La cantante canadiense Anne Murray incluyó una versión del tema en su álbum tributo a los años 50, Croonin' de 1993.
- Un veterano Jerry Lee Lewis grabó en 2010 una versión del tema que fue incluida en su álbum, "Mean Old Man".[18]

- Una canción respuesta a la versión de Eddy Arnold, bajo el título "I Really Want You to Know", fue grabada por la cantante Skeeter Davis y lanzada como sencillo por RCA Records en 1961.